# くわばたりえ
くわばた りえ（1976年〈昭和51年〉3月24日 - ）は、日本のお笑いタレント。お笑いコンビ・クワバタオハラのボケ担当。ホリプロコム所属。大阪府出身。

## 略歴
高校卒業後、NSC大阪校に13期生として入学。同期の芸人曰く当時は物静かであった。
NSC卒業後にお笑いコンビ「テディーベア」を組んで活動するが、当時交際していた男性を追いかけて上京するために解散。ピン芸人として活動するようになり、ホリプロに移籍する。2000年1月に小原正子とコンビ「クワバタオハラ」を結成。
クワバタオハラ結成前に『おかあさんといっしょ』(NHK)のうたのおねえさんオーディションを受験した経験がある。
2008年4月からラテンエクササイズDVD『コアリズム』を利用したダイエットで約11kgの減量に成功。同年9月19日放送の『ドリーム・プレス社スペシャル』（TBS系）にてダイエットの成果を報告した。2009年4月、『魔女たちの22時』(日本テレビ系)内でプロポーズを受け、同年6月に2歳年下の一般人男性と結婚。結婚報告記者会見では、モテないキャラを貫くために極秘交際していたことを謝罪した。
2010年5月20日、妊娠5か月目であることを発表。同年10月初旬に産休に入り、10月30日に第1子男児を出産。2013年10月12日に第2子男児、2015年6月5日に第3子女児を出産。
2021年5月から、Voicyにてチャンネル『くわばたの大丈夫やぁ〜♪』を開始。
2025年に吉田敬は「スゴい純朴な女の子のまま東京に行って。で、あるときテレビ観てたらブチギレ芸やった…」と上京後に芸風が変わり、のちのキレキャラになっていたと言及。番組のディレクターの指示だと考え、「ホンマに番号調べて『やめとけ、あんなこと』って言おうと思ったんですよ。ツラくて、あんまりにもくわばたじゃないから」とショックを受けた当時の心境を明かした。なぜ「純朴な少女」から真逆とも言える「ブチギレキャラ」に変わったのかを問われたくわばたは、エンタの神様で漫才を収録したがオンエアされなかったと前置きして、マネジャーと「どうすればオンエアされるか」を協議したと回顧。そこで「女カンニング竹山みたいに、とにかくひたすらキレたらオンエアのるんちゃう」と結論づけ、カンニング竹山のキレ芸を参考にして「めっちゃキレる練習をして」キャラクターを変えたと話した。

## 出演
※コンビでの出演は、「クワバタオハラ」内の現在のレギュラー・準レギュラー番組・単発出演、不定期出演・過去のレギュラー・準レギュラー番組を参照のこと。

### テレビ番組
- おいしいポジション（さくらんぼテレビジョン・仙台放送・福島テレビ共同企画、2007年9月30日）
- 爆笑オンエアバトル（NHK総合）戦績0勝3敗 最高271KB
  - ピン芸人時代に3回出場後、クワバタオハラとして6回出場しているが、6回全てオフエアとなった。そのため、ピン、コンビ合わせて9回オフエアとなり、個人ではこんらんチョップ[注 1]を抜いて通算0勝の芸人の中で最多敗戦である。
- カルチャーSHOwQ〜21世紀テレビ検定〜（東名阪ネット6加盟局）※ 別の回で相方が出演することもあった。
- ジャンプ!○○中（フジテレビ、2007年11月21日・2008年2月13日）
- run for money 逃走中（フジテレビ、2008年4月22日）
- くわばたりえのアナタごはん（食と旅のフーディーズTV、2009年9月7日 - 2010年6月）
- 人志松本の○○な話（フジテレビ、2009年10月6日 - 13日）
- 今夜もドル箱（テレビ東京、2009年10月26日）
- もしも（フジテレビ）
- ホンネの殿堂!!紳助にはわかるまいっ（フジテレビ、2010年1月22日）
- みんなでニホンGO!（NHK総合、2010年6月10日）
- あほやねん!すきやねん!（NHK総合、2009年9月2日 GO!GO!母校2010年6月17日 乙女カレッジII オトカレッ!!!）[12]
- ウンナンのラフな感じで。（TBSテレビ、2010年7月1日）
- あなたもアーティスト「指1本からはじめる!小原孝のピアノでポップスを弾こう」（NHK Eテレ、2011年8月 - 9月） - 生徒 役
- あさイチ（NHK総合、2011年11月7日・12月6日、2012年1月12日・2月2日・3月8日・4月3日・4月11日・5月28日・7月2日・7月9日・9月5日・10月22日・10月31日・11月12日・11月28日、2013年5月1日・7月24日・8月27日・9月9日、2014年2月25日・9月17日、2015年3月4日・9月2日・12月2日、2016年2月17日・6月8日、2017年6月7日、2018年3月30日、2023年2月22日、2024年9月17日ほか）- 不定期出演
- すくすく子育て（NHK Eテレ、2012年4月 - 2016年3月[13]） - 司会
- ダンナの居ぬ間に…（テレビ東京、2013年8月26日・8月28日・8月30日）
- PON!PON!ポシュレ（日本テレビ、2014年4月 - 2017年9月28日）- 『PON!』のコーナーMC ※2017年3月まではコンビで担当
  - 日テレポシュレ（2017年10月2日 - 2018年9月27日、2018年10月1日 - 2023年3月30日）- 2017年10月-2018年9月までは 『PON!』のコーナーMC、2018年10月-2023年3月は『バゲット』のコーナーMC
  - 日テレポシュレ三ツ星モール（2023年4月3日 - ）- MC（単独番組）
- ゴゴスマ -GO GO!Smile!-（CBCテレビ、2015年2月3日・3月3日）
- バイキングMORE（フジテレビ、2015年3月5日）
- ハピくるっ!（関西テレビ、2011年10月 - 2013年9月、2014年3月 - 2015年3月21日）
- 首都圏情報 ネタドリ!（NHK首都圏、2020年8月17日[14]、2024年7月19日）
- 水前寺清子情報館（BSフジ 、2017年4月29日 - 2018年9月29日）
- ついていけない子さんを愛でる-SDGs＆生理＆サウナ 問題提起ドラマバラエティ- （テレビ東京、2021年1月23日）- クワバタ社長 役[15]
- DayDay.（日本テレビ、2024年7月30日）
- 子どもに教えたい！シン常識スクール（CBCテレビ、2024年9月14日）- 回答者[16]

### テレビドラマ
- おかしな刑事（テレビ朝日、2003年8月23日） - 鳥羽の旅館 戸田家の仲居 役（本名〈旧姓〉：桑波田 理恵 名義）
- 土曜ドラマ チャレンジド（NHK総合、2009年10月10日 - 11月7日） - 教師・板橋律子役
- ハンチョウ〜神南署安積班〜 第2シリーズ 第3話（TBS、2010年1月25日） - 研究所事務員 役
- 生誕100年記念 松本清張ドラマスペシャル・書道教授（日本テレビ、2010年3月23日） - 千鳥 役
- 連続テレビ小説 舞いあがれ!（NHK総合、2022年10月 - 2023年3月） - 梅津雪乃 役[17]

### 映画
- 翔んで埼玉 〜琵琶湖より愛をこめて〜（2023年11月23日）[18]
- 35年目のラブレター（2025年3月7日） - 光江 役[19]

### WEBドラマ
- ユーレイの彼女と私の恋（2022年9月2日 - 9月23日、YouTube「MAPUTI official」） - 河原秋子 役[20]

### CM
- チバビジョン（2009年）
- ていねい通販「すっぽん小町」（2011年）
- 小学館集英社プロダクション「ぷちドラゼミ」（2016年1月 - ）
- 東京甲子社「コロスキン」（2016年 - ）

### 舞台
- バカルディ 冬なのにさまぁ〜ずライブ（2000年） - クワバタヤスコ 役

## 書籍

### 単著
- あなたが生まれてから (2014年9月30日、マイナビ出版、ISBN 978-4-8399-4849-8)

### 共著
- くわばたりえの子育ての悩みぜ〜んぶ聞いてみた！(2017年1月18日、PHP研究所、ISBN 978-4-569-83265-4) - 保育士の井桁容子との共著